# 惠來遺址
24°09′43″N 120°38′12″E / 24.16194°N 120.63667°E

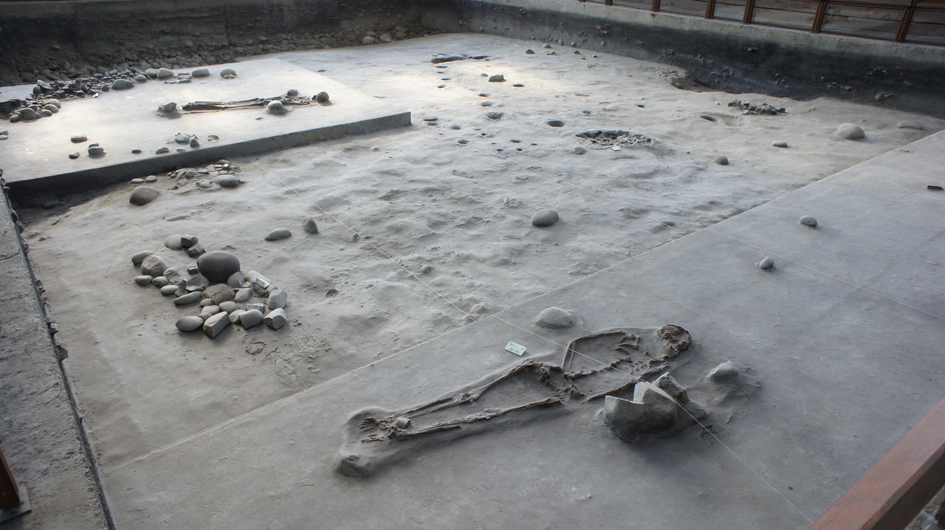
惠來遺址發掘處

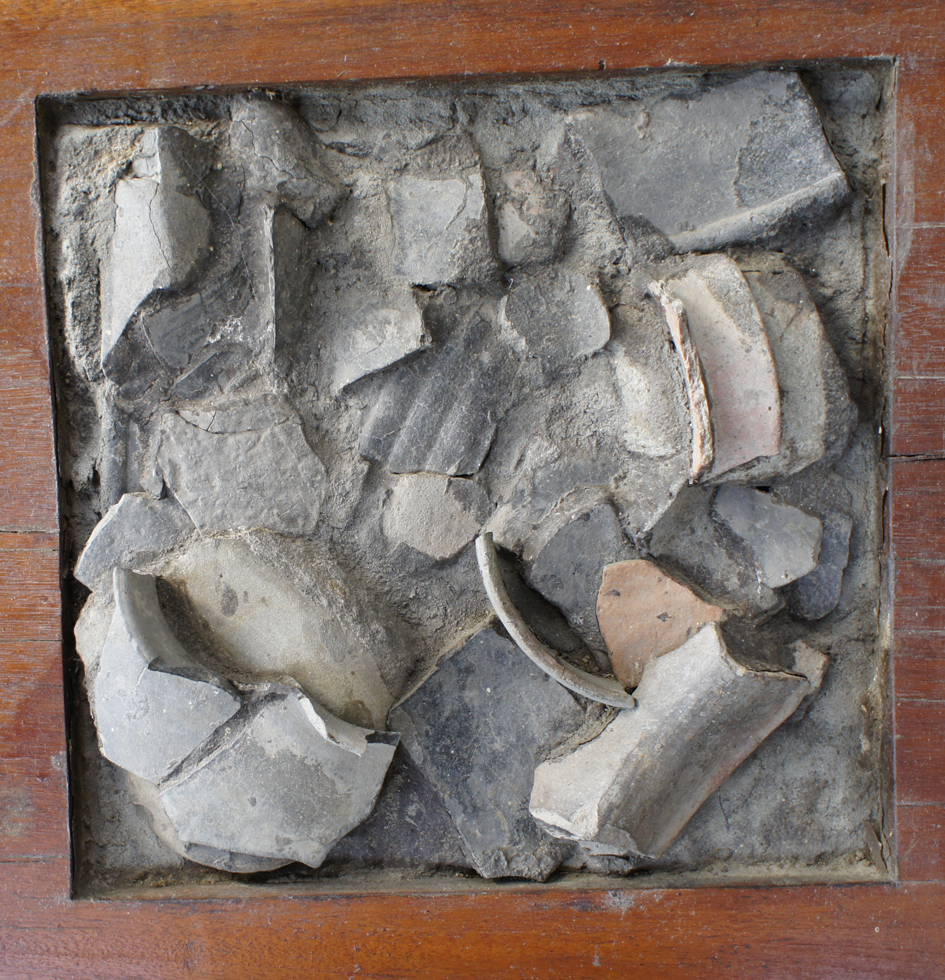
遺址陶片

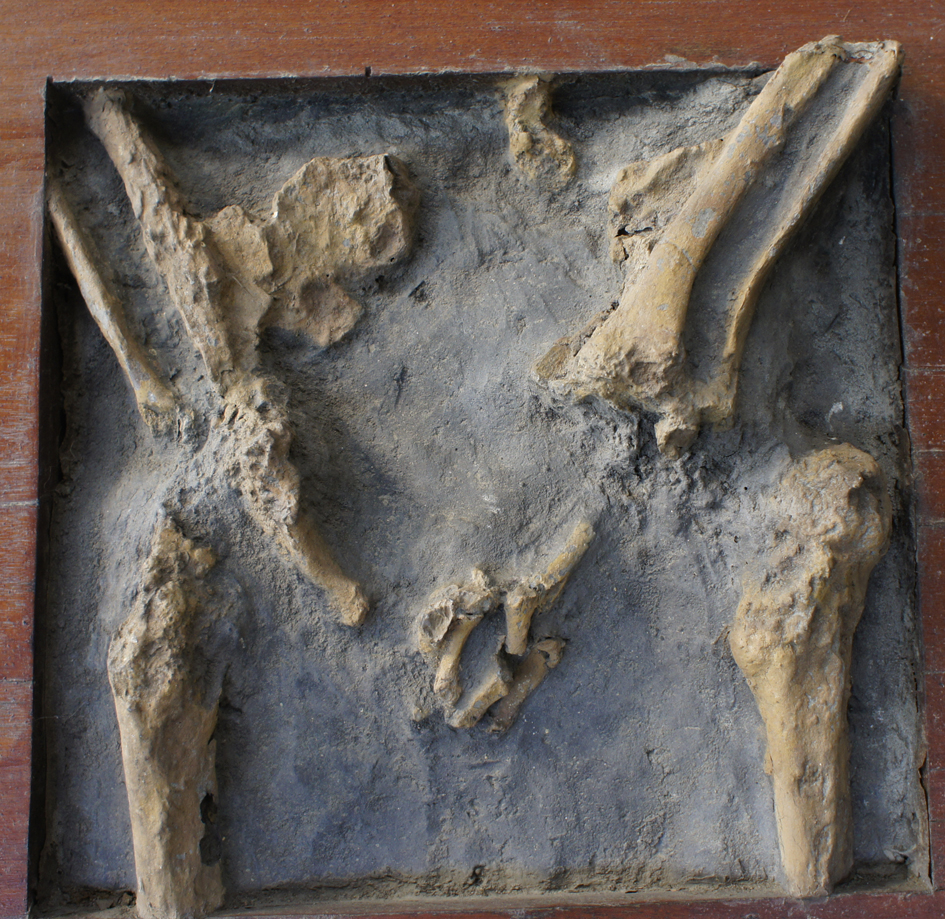
遺址人骨

惠來遺址（亦為惠來遺址公園）位於台中市七期重劃區，最早於台中市西屯區惠來路與市政路附近的台中衣蝶百貨大樓興建(現為市政衣蝶)工程基地發現，因位於西屯區惠來里行政轄區內，故命名為「惠來里遺址」或「惠來遺址」。該遺址最早的文化層可推到史前新石器時代，最晚的文化層為清代晚年的漢人文化層，涵括將近四千年的時間範圍，初步估計的分布範圍至少在15公頃以上，將是台灣中部考古史上的重大發現，目前該遺址仍未大規模挖掘。
==

## 現況
遺址所在的市有144號抵費地於2006年3月經台中市文化局召開文化資產審議會議，通過過列為市定遺址；雖通過指定為市定遺址，但在時任市長胡志強行使行政裁量權阻擋下導致公告程序延宕。過程中許多地方人士揭發市府不作為已造成遺址遭受破壞情事，並在2009年7月3日轉向監察院陳情。4個多月後，監院給予市府「台中市政府遲未辦理惠來遺址公告，行政流程所耗時間不免過長，致社會疑慮叢生，政府威信損耗，宜檢討改進」之糾正。直到三年半後幾經波折，始於2010年1月6日台中市政府正式公告為台中市首座市定遺址，該土地目前已變更為公園用地，將規劃成惠來遺址公園，俗稱小來公園。

## 資料來源
1. ↑  .   [2010-01-10]. （原始内容存档于2019-08-21）.